# Alraune, die Henkerstochter, genannt die rote Hanne
Alraune, die Henkerstochter, genannt die rote Hanne er en tysk stumfilm fra 1918 af Eugen Illés og Joseph Klein.

## Medvirkende
- Szokol Aoles som Gabriella
- Max Auzinger
- Joseph Klein
- Friedrich Kühne
- Ernst Rennspies